# Philaethria didon
Philaethria didon är en fjärilsart som beskrevs av Tableau 1779. Philaethria didon ingår i släktet Philaethria och familjen praktfjärilar. Inga underarter finns listade i Catalogue of Life.